# Синенко, Сергей Германович
Сергей Германович Синенко (род. 23 августа 1957, Уфа) — русский писатель.

## Биография
С 6 лет Сергей Синенко занимался музыкой (скрипка, альт, вокал). Выступал как солист в составе ВИА «Далекие звезды». Занимался живописью в мастерской художника Бориса Домашникова, участвовал в городских выставках изобразительного искусства.
Окончил филологический факультет Башкирского университета (ныне Уфимский университет науки и технологий) по специализации «журналистика» (1980). Работал в лаборатории агитации и пропаганды БГПИ. Преподавал литературу в институте усовершенствования учителей, ездил по дальним районам, занимался вопросами изучения русского языка и литературы в национальных школах.
Работал в Томской области и г. Томске. В 1986 г. окончил аспирантуру Томского университета (кандидат филологических наук). Преподавал журналистику, полиграфию и издательское дело в БГУ (ныне Уфимский университет науки и технологий) (1989—1996), учился на ФПК факультета журналистики Уральского университета в г. Свердловске (Екатеринбург) в 1993—1994 гг.
Организовал школу журналистики, читал основные курсы по специальности (1994—1999), заведовал кафедрой связей с общественностью и рекламы БАКБП БГУ (2000—2001), преподавал предметы журналистского цикла на отделении связей с общественностью философского факультета БГУ (ныне Уфимский университет науки и технологий) (2002—2003). Занимался профессиональным консалтингом, изучением регионального рынка СМИ, издательскими и информационными проектами.
Ведёт авторский блог «Посреди России. Блог писателя Сергея Синенко».
Семейное положение: женат, имеет двоих детей — сына  и дочь.  
Интересы и увлечения: история и культура России, этнография народов Южного Урала и Поволжья, взаимоотношения мусульманского Востока и России. Выступления в прессе посвящены защите русской культуры и государственности, охране памятников старины, утверждению интернационализма и высоких культурных ценностей.

## Творчество
Первые художественные зарисовки опубликованы в конце 1970-х гг. в газетах «Ленинец» и «Вечерняя Уфа». С конца 1990-х гг. Сергей Синенко работает в жанрах художественного очерка, повести, рассказа, эссе, постоянно публикуется в газетах и журналах.
Автор серии книг по истории, культуре и религии народов Башкирии и Южного Урала — «Город над Белой рекой. Краткая история Уфы в очерках и зарисовках», «Глубокий тыл. Башкирия в годы Великой Отечественной войны», «Белый щит», «Уфа старая и новая».
«Популярная иллюстрированная энциклопедия», «Культура народов Башкортостана» и «Культура Башкортостана с древнейших времен до современности».
Сергей Синенко — автор книги очерков-прогулок «Неторопливые прогулки по Уфе», которая рассказывает об архитектурных памятниках и памятных местах, о жизни уфимцев в разные периоды истории.
Выпустил книгу биографических очерков «Следы во времени» о знаменитых уфимцах — писателе Сергее Аксакове, художнике Михаиле Нестерове, пианистке Вере Тимановой, муфтиях Ризаитдине Фахретдинове и Талгате Таджуддине, епископе Андрее Ухтомском, ученом Александре Заварицком, балетмейстере Файзи Гаскарове, поэте Мустае Кариме, писателе Михаиле Чванове, ученом Эрнсте Мулдашеве, певце Юрии Шевчуке и др. Одна из основных его тем — судьба талантливого человека в сложных жизненных и исторических обстоятельствах.
... «Человек, который стремится понять другого, иного по обычаям и вере, уже сам заслуживает внимания. Внимания заслуживают его мысли и наблюдения, тем более, если они выражены в книгах. Тем более, если это православный человек пишет о российских мусульманах. 
Книга Сергея Синенко отличается плотным письмом, насыщена фактами, именами, эмоциями, образностью. Много мыслей, есть понимание весьма тонких вещей, связанных с религиозным опытом»
Книга Сергея Синенко «Рудольф Нуреев: истоки творчества, превратности судьбы» продолжила этот художественный поиск на документальной основе. Автор делает акцент на том, что долгое время оставалось почти без внимания — принадлежности выдающегося артиста через факты мышления, быта, привычки и особенности культуры к Уфе, к Ленинграду, ко всей России советской эпохи. Драматическое повествование убеждает, что судьба Рудольфа Нуреева неотделима от российской жизни, героической и трагической, вырастает из российской почвы и продолжает быть с ней связанной тонкими нитями ежедневного бытия, когда Нуреев жил и работал уже в других странах, на других континентах.
Высокую оценку лидеров мусульманского сообщества получила художественно-документальная книга о российском исламе «Мусульманское Духовное собрание», в которую включены малоизвестные или вовсе неизвестные материалы о личностях российских муфтиев и других деятелях мусульманской культуры.
Истории православия посвящена книга «Уфимская епархия. Художественно-документальное повествование», которая рассказывает об основных событиях, фактах и действующих лицах епархиальной истории. В центре внимания — биографии людей, более всего на эти события повлиявших, уфимских епископов..
Книги автор иллюстрирует собственными фотографиями.

## Книги
- Неторопливые прогулки по Уфе. Уфа, 2010. Тир. 3000 экз. ISBN 978-5-295-05148-7
- Уфимская епархия. Художественно-документальное повествование. Уфа, 2009. Тир. 3000 экз. ISBN 9785-8258-0269-5
- Мусульманское духовное собрание. Художественно-документальное повествование. Уфа, 2008. Тир. 3000 экз. ISBN 978-5-8258-0247-3
- Рудольф Нуреев: истоки творчества, превратности судьбы. Художественно-документальное повествование. Уфа, 2008. Тир. 3000. ISBN 978-5-295-04408-3
- Уфа старая и новая. Популярная иллюстрированная энциклопедия. Уфа, 2007. Тир. 3000 экз. ISBN 978-5-8258-0236-7
- Глубокий тыл. Уфа, 2005. тир. 5000 экз. ISBN 5-8258-0205-3
- Следы во времени. Книга очерков. Уфа, 2004. тир. 5000 экз. ISBN 5-8258-0180-4
- Культура народов Башкортостана. Уфа, 2003. Тир. 10000 экз. ISBN 5-85051-260-8
- Белый щит. Уфа, 2003. Тир. 1000 экз. ISBN 5-8258-0131-6
- Город над Белой рекой. Краткая история Уфы в очерках и зарисовках. Уфа, 2002. Тир. 5000 экз. Без ISBN
- Культура народов Башкортостана с древнейших времен до современности. Уфа, 1999. Тир. 10000 экз. ISBN 5-8258-0131-6